# Szeptember 5.
Szeptember 5. az év 248. (szökőévben 249.) napja a Gergely-naptár szerint. Az évből még 117 nap van hátra.
Névnapok: Lőrinc, Viktor + Albert, Alpár, Bertina, Enzó, Larina, Ofélia, Romulusz, Tárkány, Viktorina

## Események
- 1666 – Befejeződik a Nagy londoni tűzvész.
- 1698 – Nagy Péter orosz cár adót vet ki a szakállakra.
- 1848 – Széchenyi István grófot a döblingi elmegyógyintézetbe szállítják.
- 1905 – A portsmouthi egyezménnyel lezárul az orosz–japán háború. Az egyezség Roosevelt amerikai elnök közreműködésével jön létre.
- 1914 – Francia ellentámadás a Marne folyónál az első világháborúban. A német előrenyomulás elakad, lövészárok-hadviselés alakul ki.
- 1916 – Bemutatják a D. W. Griffith rendezte Türelmetlenség című amerikai némafilmet
- 1924 – Magyar–szovjet diplomáciai kapcsolatfelvétel.
- 1927 – Tihanyban felavatják az első magyarországi, kizárólag tudományos célokat szolgáló Magyar Biológiai Kutatóintézetet.
- 1936 – Robert Capa e napon készítette A milicista halála című képet.
- 1939 – Az Amerikai Egyesült Államok bejelenti semlegességét a második világháborúban.
- 1940
  - A második bécsi döntés (augusztus 30.) értelmében a magyar haderő egységei Nagyszalonta térségében átlépik a Román Királyság határát és megkezdik Észak-Erdély visszafoglalását.
  - Az Új köztemető lengyel parcellájában megszentelik az első 17 lengyel sírt. Az ünnepségen részt vesz a később mártírhalált halt embermentő, Henryk Sławik, és az első budapesti lengyel plébános, Wincenty Danek atya is.
- 1944 – A 2. magyar hadsereg, Dálnoki Veress Lajos vezérezredes parancsnoksága alatt Kolozsvár térségéből támadást indít Torda irányában, a Déli-Kárpátok lezárásának szándékával.
- 1945 – Az Ideiglenes Nemzetgyűlés megkezdte a világháború utáni első, szeptember 13-ig tartó budapesti ülésszakát, melyen (többek között) megtárgyalta, elfogadta és jogerőre emelte a Bibó István vezetésével kidolgozott új választójogi törvényt (1945. évi VIII. tc. a nemzetgyűlési választásokról).
- 1946 – Az osztrák és az olasz külügyminiszter aláírja a dél-tiroli lakosság helyzetére vonatkozó egyezményt. Ennek következtében Dél-Tirol Olaszország része marad. A német teljes jogú hivatali nyelv lesz, melyet biztosítottak az oktatásban és a közhivatalokban. Szavatolják Észak- és Dél-Tirol között az árucserét és szabad személyforgalmat.
- 1949 – A Magyar Népköztársaság Elnöki Tanácsa fakultatívvá minősíti vissza az addig kötelező vallásoktatást.
- 1956 – Elkezdődik a Szuezi válság. Izrael tiltakozik Egyiptom intézkedése ellen, mellyel kizárja őt a Szuezi-csatorna használatából. A hónap végén Izrael megtámadja Egyiptomot, elkezdődött a második arab-izraeli háború.
- 1960 – Cassius Clay amerikai ökölvívó  félnehézsúlyban aranyérmet nyer a Római Olimpián. Később nevét Muhammad Alira változtatja.
- 1964 – Föld körüli pályára áll az első geofizikai rendeltetésű műhold, az amerikai OGO-1.
- 1969 – Benyújtják a vádiratot William Calley hadnagy ellen, a több száz vietnámi civil életét követelő My Lai-i mészárlás során elkövetett gyilkosságok miatt.
- 1972 – Palesztin terroristák túszul ejtenek tizenegy izraeli sportolót a müncheni Olimpiai Játékokon. Később valamennyi túsz életét veszti, főként a német rendőrség szabadító-akciója során.
- 1977 – Az Amerikai Egyesült Államok elindítja csillagközi útjára a Voyager–1 űrszondát.
- 1977 – Hanns-Martin Schleyert, a német BDI (a Gyáriparosok  Szövetségének) elnökét Kölnben elrabolják a RAF (Vörös Hadsereg Frakció) terrorszervezet tagjai. Az akció célja az elítélt és bebörtönzött RAF-vezetők szabadon bocsátásának kikényszerítése.
- 1978 – Camp David-ben megkezdődnek Menáhém Begín és Anvar Szadat béketárgyalásai.
- 1980 – Megnyílik Svájcban a St. Gotthard Alagút. (16,32 km hosszú).
- 1983 – Egy szárnyashajó és egy tolóhajó ütközése miatt bekövetkezik az 1983-as bécsi hajókatasztrófa.
- 1984 – Visszatér első útjáról (STS-41-D) a Discovery űrrepülőgép
- 1988 – Jogerősen másfél év szabadságvesztést kap az utolsó magyarországi politikai elítélt, egy ózdi rokkantnyugdíjas férfi[1]
- 1996 – Budapesten felavatják az újjáépített Dohány utcai zsinagógát. Európa legnagyobb zsinagógájának felújítása 1,2 milliárd forintba került.
- 2001 – Az Európai Parlament elfogadja a Magyarországról szóló országjelentést
- 2001 – Elindul a magyar Wikipédia nulladik változata (a mai változat 2003. július 8-án indult).
- 2021 – Budapesten megkezdődik az 52. Nemzetközi Eucharisztikus Kongresszus.

## Sportesemények
Formula–1
- 1954 –  olasz nagydíj, Monza - Győztes:  Juan Manuel Fangio (Mercedes)
- 1971 –  olasz nagydíj, Monza - Győztes:  Peter Gethin (BRM)

Kamion-Európa-bajnokság
- 2015 –  magyar nagydíj, Hungaroring - Győztesek:  Kiss Norbert,  Stephanie Halm

## Természetjárás
Teljesítménytúra
- 1981 – I. Kinizsi Százas hosszútávú túra (teljesítménytúta) (1981. szeptember 5–6.). A hazai hivatalos hosszútávú teljesítménytúra-mozgalom legelső eseménye.

## Születések
- 1187 – VIII. (Oroszlán) Lajos francia király († 1226)
- 1568 – Tommaso Campanella olasz író, filozófus († 1639)
- 1638 – XIV. Lajos francia király, a "Napkirály" († 1715)
- 1733 – Christoph Martin Wieland német költő és író, a német felvilágosodás és rokokó kiemelkedő személyisége († 1813)
- 1735 – Johann Christian Bach, német zeneszerző († 1782)
- 1774 – Caspar David Friedrich, német romantikus festő († 1840)
- 1791 – Giacomo Meyerbeer német zeneszerző, korának legnépszerűbb operaszerzője, a francia opéra grande legnagyobb mestere (†  1864)
- 1798 – Esterházy Johanna hárfás és mecénás († 1880)
- 1826 – Virághalmi Ferenc író, műfordító, honvéd százados († 1875)
- 1831 – Victorien Sardou francia drámaíró († 1908)
- 1847 – Jesse James amerikai bank- és vonatrabló, egy lelkész fia († 1882)
- 1861 – Krepuska Géza orvos, egyetemi tanár, a modern magyar fülgyógyászat megalapozója († 1949)
- 1892 – Szigeti József magyar hegedűművész († 1973)
- 1897 – Csorba Sándor magyar földbirtokos, mezőgazdász, országgyűlési képviselő († ?)
- 1903 – Kemény János erdélyi magyar író († 1971)
- 1903 – Szepes Béla magyar síelő, gerelyvető, olimpikon, karikaturista († 1986)
- 1904 – Kuthy Sándor agrokémikus, biokémikus, az MTA tagja († 1971)
- 1905 – Arthur Koestler magyar származású író († 1983)
- 1908 – Iglói Mihály atléta, edző († 1998)
- 1912 – John Cage amerikai zeneszerző († 1992)
- 1912 – Kiss Tamás magyar költő († 2003)
- 1912 – Kálnoky László József Attila-díjas költő, műfordító († 1985)
- 1913 – Donáth Ferenc magyar politikus, történész, agrárközgaszdász († 1986)
- 1926 – Fónay Jenő magyar mérnök, 1956-os szabadságharcos, a Széna téri ellenálló csoport helyettes parancsnoka († 2017)
- 1928 – Albert Mangelsdorff német jazz-zenész, harsonás († 2005)
- 1928 – Magyar József filmrendező († 1998)
- 1929 – Gyarmati István fizikus, fizikokémikus, az MTA tagja († 2002)
- 1937 – Vágó Nelly Jászai Mari-díjas jelmeztervező, kiváló művész († 2006)
- 1939 – Clay Regazzoni (Gian-Claudio Giuseppe Regazzoni) svájci autóversenyző († 2006)
- 1939 – William Devane amerikai színész („Marathon Man”, „Most és mindörökké”)
- 1940 – Raquel Welch amerikai színésznő († 2023)
- 1942 – Werner Herzog német filmrendező, színész
- 1946 – Freddie Mercury a Queen együttes indiai származású angol énekese († 1991)
- 1951 – Michael Keaton Golden Globe-díjas amerikai színész
- 1951 – Pataki Ágnes magyar modell, Balázs Béla-díjas filmproducer
- 1952 – Balkay Géza Jászai Mari-díjas magyar színész († 2006)
- 1954 – Ambrus Asma magyar színésznő
- 1963 – Inoue Taki (Takachiho Inoue) japán autóversenyző
- 1965 – David Brabham (David Philip Brabham) ausztrál autóversenyző
- 1967 – Udvarias Anna magyar színésznő
- 1968 – Szűcs Gábor magyar (gyerek)színész, rendező
- 1969 – Leonardo Nascimento de Araújo brazil világbajnok labdarúgó
- 1970 – Őze Áron Jászai Mari-díjas magyar színművész
- 1973 – Rose McGowan színésznő
- 1981 – Bruno Neves portugál kerékpáros († 2008)
- 1982 – Farkas Loránd magyar színész
- 1986 – Czene Zsófia magyar színésznő
- 1986 – Heejin Chang dél-koreai úszónő
- 1989 – Kat Graham amerikai színésznő, modell, énekes és táncos
- 1991 – Skandar Keynes angol színész

## Halálozások
- 0394 – Bacurius grúz származású hadvezér és filozófus a Keletrómai Birodalomban
- 1548 – Parr Katalin angol királyné (Catherine Parr), VIII. Henrik angol király özvegye (* 1512 körül)
- 1784 – Ányos Pál magyar költő (* 1756)
- 1836 – Ferdinand Raimund osztrák színész, drámaíró, a bécsi Raimund-színház névadója (* 1790)
- 1849 – Streith Miklós plébános, 1848–49-es vértanú (* 1800 k.)
- 1857 – Auguste Comte francia filozófus (* 1798)
- 1858 – Moritz Gottlieb Saphir  osztrák humorista, író, lapszerkesztő (* 1795)
- 1869 – Greguss Gyula magyar természettudós, tanár, műfordító, a Magyar Tudományos Akadémia és a Kisfaludy Társaság tagja (* 1829)
- 1896 – Margó Tivadar szerb származású orvos, honvédorvos, zoológus, egyetemi tanár, az MTA tagja (*  1816).
- 1902 – Rudolf Virchow, német orvos, politikus (*  1821)
- 1906 – Ludwig Boltzmann, osztrák fizikus és filozófus (*  1844)
- 1914 – Charles Péguy francia író, költő, esszéíró (* 1873)
- 1919 – Vaszilij Ivanovics Csapajev orosz katonatiszt, parancsnok a Vörös Hadseregben (* 1887)
- 1919 – Schulek Frigyes magyar műépítész (* 1841)
- 1927 – Schafarzik Ferenc magyar geológus, egyetemi tanár (* 1854)
- 1942 – Móricz Zsigmond magyar író (* 1879)
- 1949 – Ács Ferenc magyar festőművész (* 1876)
- 1960 – Király József katolikus pap, újságíró, lapkiadó, országgyűlési képviselő (* 1897)
- 1966 – Lauber Dezső sportoló, magyar építészmérnök (* 1879)
- 1967 – Bege Margit magyar színésznő (* 1926)
- 1968 – Görbe János Kossuth-díjas magyar színész (* 1912)
- 1970 – Jochen Rindt (Karl-Jochen Rindt) osztrák autóversenyző, a Formula–1 egyetlen posztumusz világbajnoka (* 1942)
- 1972 – Bársony Dóra opera-énekesnő (mezzoszoprán, alt) (* 1888)
- 1983 – Ecsődi Ákos festőművész, rajztanár (* 1902)
- 1988 – Gert Fröbe (Karl Gerhart Fröbe) német színész (* 1913)
- 1992 – Rajcsányi László háromszoros olimpiai bajnok kardvívó, sportvezető, mérnök (* 1907)
- 1994 – Baróti Dezső magyar irodalomtörténész (* 1911)
- 1994 – Lajos Ferdinánd porosz herceg, II. Vilmos német császár unokája, trónkövetelő (* 1907)
- 1997 – Kalkuttai Teréz anya aromán származású katolikus apáca, Nobel-békedíjas misszionárius (* 1910)
- 1997 – Solti György (Sir Georg Solti) magyar származású karmester (* 1912)
- 2005 – Heinz Melkus német autóversenyző (* 1928)
- 2010 – Tomizava Sója japán motorversenyző (* 1990)
- 2020 – Jiří Menzel Oscar-díjas cseh filmrendező (* 1938)
- 2021 – Hertelendy Margit (Mangi), hertelendi és vindornyalaki, gróf Széchenyi Zsigmond özvegye (* 1925)

## Nemzeti ünnepek, emléknapok, világnapok
- Jótékonysági világnap